# Hotfixsteentjes
Hotfix-steentjes (ook strijksteentjes) zijn opstrijkbare strassteentjes die gebruikt worden voor het versieren van kleding.

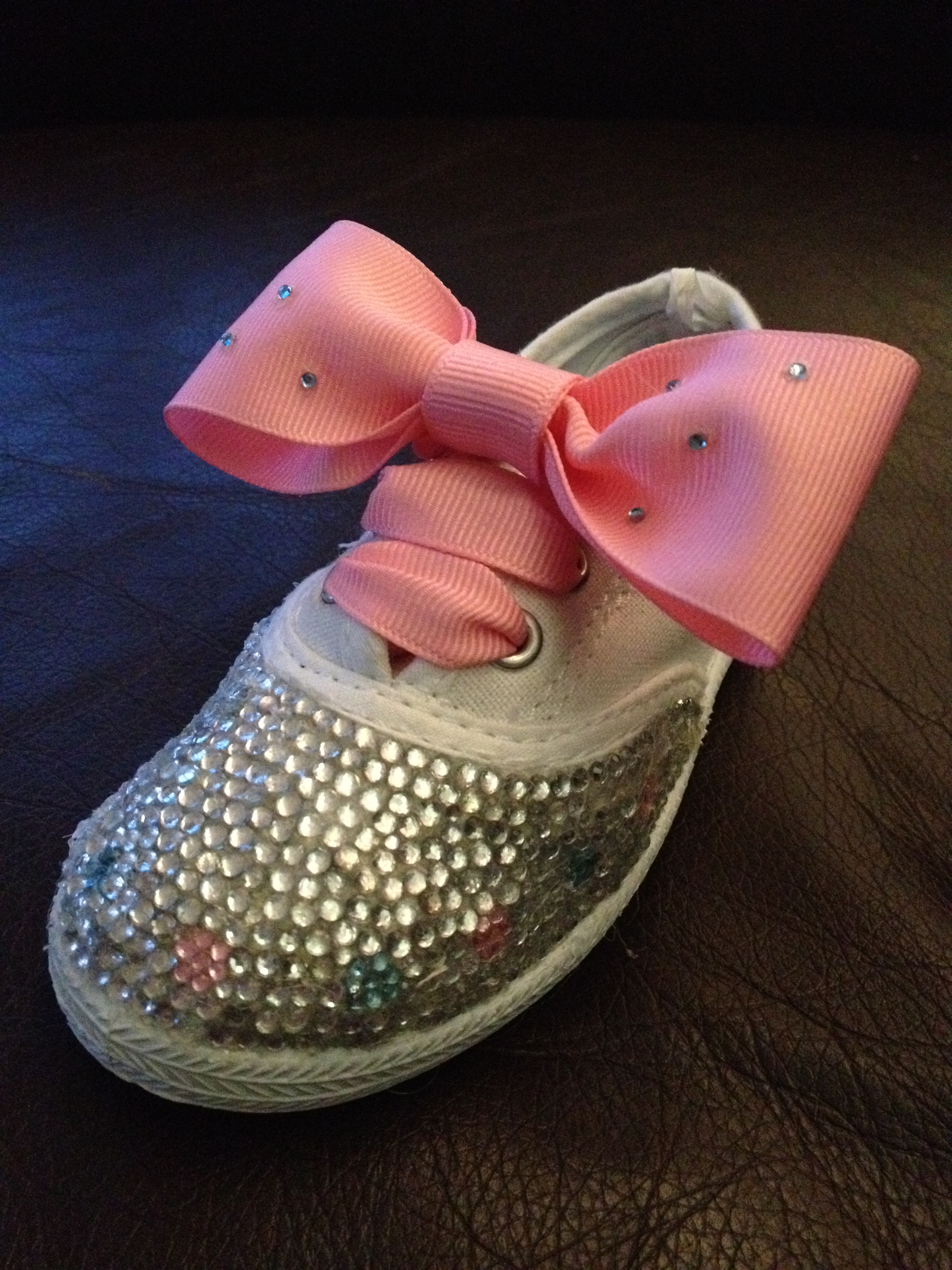
Schoen met hotfix steentjes

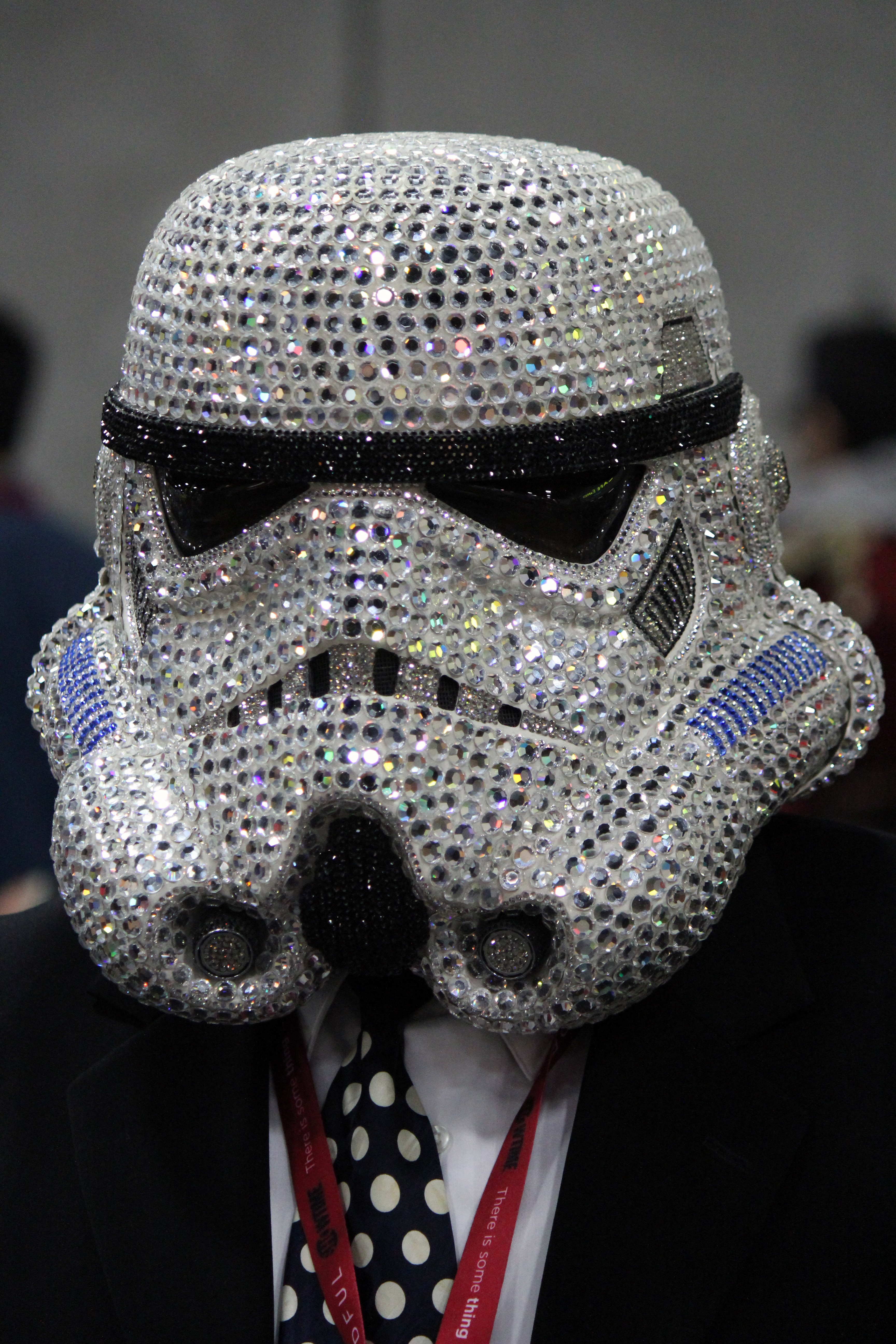
StormtrooperCosplaySDComicConJuly2014

## Strassteentjes
Van origine werden strassteentjes gewonnen uit de rivier de Rijn. Vandaar wordt de naam rhinestones (rijnstenen) in het Engels gebruikt, al werden er ook stras gevonden in gebieden als de Alpen. Vandaag de dag staat de naam stras voor verschillende typen loodglas bekend als kwarts. Het aanbod groeide hard in de 18de eeuw wanneer de Franse Juwelier Georg Friedrich Strass (1701-1773) het idee had om diamanten te imiteren door een bekleding aan de onderkant van het glas van metaalpoeder. Vandaar worden rhinestones voornamelijk stras genoemd in veel Europese talen zoals ook in Nederland.
In tegenstelling tot de klassieke stras steentjes die alleen een metaalpoeder aan de onderkant hadden, zijn verscheidene bedrijven overgegaan op de massaproductie van regenboog kleurig loodglas, door de dikte van de metalen bekleding te reduceren en het over de gehele steen gelijkmatig te gebruiken. Bekende voorbeelden zijn onder andere Favrile Glass door Louis Conmfort Tiffany in 1894, Carnival Glass door Fenton Art Glass in 1905 en het beroemde "Aurora Borealis" glas door Swarovski in 1956.